# KBO: Keep buggering on
KBO: Keep buggering on es una expresión inglesa popularizada por Winston L. Spencer Churchill, PM Británico del siglo XX que finalizaba muchas de sus comunicaciones con dicho acrónimo, el cual puede ser traducido al castellano como "seguid dando por culo". 
Dicha expresión, hoy popular, enfatiza las intenciones del firmante, haciendo propia la máxima quijotesca de "ladran, luego cabalgamos". 
Pretende, pues, mostrar una firme determinación frente a las reticencias del resto de intervinientes en una discusión.  
Churchill entendió mejor que nadie la importancia de tomar una posición de liderazgo sin ambages, mostrando entusiasmo, determinación y optimismo tanto con sus 
colegas parlamentarios como hacia sus subordinados. 
Winston Churchill lo empleó de forma sistemática en sus comunicaciones oficiales con otros miembros de gabinete principalmente en su etapa como Ministro de Asuntos Internos o como Primer Lord del Almirantazgo - previamente a la I Guerra Mundial, momentos en que mostró
posturas diametralmente opuestas a otros miembros del gabinete ,demostrando una visión particular de los diversos asuntos públicos a los que se enfrentaba. 
Posteriormente, la utilización de dicha expresión, dictada en la firma de cartas oficiales, telegramas e incluso para finalizar llamadas telefónicas fue cada vez más común por parte de W. Churchill. , el cual siguió mostrando siempre una firmeza encomiable en sus principios e ideas, aun cuando estas pudiesen resultar 
anticuados frente al auditorio (véase su posición respecto a Gandhi y la autonomía de la India, por ejemplo)
Sus taquígrafas, escandalizadas por tal uso del lenguaje, habitualmente modificaban las misivas, transcribiendo la expresión "KPO: Keep pushing on", "Seguid presionando", expresión políticamente más correcta, sobre todo teniendo en cuenta el contexto histórico del momento.